# 海皇企鹅属
海皇企鹅是生活在大约 3,600 万年前始新世晚期的秘鲁的已灭绝企鹅，其体型可达1.5米。属名中「Inka」为克丘亚语中国王之意，「yacu」为克丘亚语中水之意，属名取水之君王之意。
2008年，研究人员发现了一具包括羽毛化石的标本，这是也是羽毛化石在企鹅中首次被发现。通过对黑色素体（羽毛内含色素的细胞器）的研究，研究者发现海皇企鹅的羽毛呈灰色或红棕色，与现代企鹅深黑色的羽毛有着显著不同。这一研究也让海皇企鹅成为有着颜色复原的少数古生物之一 。